# Cynoglossus microlepis
Cynoglossus microlepis es una especie de pez de la familia Cynoglossidae en el orden de los Pleuronectiformes.

## Distribución geográfica
Se encuentran desde las  costas de Tailandia hasta Vietnam, Borneo y Sumatra.